# Joppidium brochum
Joppidium brochum är en stekelart som beskrevs av Henry Keith Townes, Jr. 1962. Joppidium brochum ingår i släktet Joppidium och familjen brokparasitsteklar. Utöver nominatformen finns också underarten J. b. fattigi.